# Мукасово 2-ге
Мука́сово 2-ге (рос. Мукасово 2-е, башк. 2-се Моҡас) — присілок у складі Баймацького району Башкортостану, Росія. Входить до складу Мукасовської сільської ради.
Населення — 32 особи (2010; 28 в 2002).
Національний склад:
- башкири — 100%